# Carlos Alvarez
Carlos Alvarez est un joueur de soccer américain né le 12 novembre 1990 à Los Angeles. Il évolue au poste de milieu de terrain.

## Biographie
Carlos Alvarez est repêché en 2e position de la MLS SuperDraft 2013 par le Chivas USA. 
Le 1er juillet 2014, Alvarez est échangé contre Nathan Sturgis et rejoint les Rapids du Colorado.